# 池田寿夫
池田 寿夫（いけだ ひさお、1906年〈明治39年〉8月15日 - 1944年〈昭和19年〉11月9日）は、日本のプロレタリア文学評論家。本名は横山 敏男（よこやま としお）。

## 略歴
新潟県新潟市旭町通2番町出身。1913年（大正2年）4月に新潟尋常高等小学校に入学、坂口安吾は同級生、1920年（大正9年）4月に新潟中学校に入学、坂口安吾は同級生、1924年（大正13年）3月に新潟中学校を4年で修了（四修）。
1924年（大正13年）4月に新潟高等学校に入学、左傾化、1927年（昭和2年）3月に卒業、4月に東京帝国大学農学部農業経済学科に入学、駒場社会科学研究会に入会、帝大同人雑誌連盟を結成、1928年（昭和3年）7月に『大學左派』を創刊。
1929年（昭和4年）1月に全日本無産者芸術連盟文学部に加盟、全国映画従業員同盟に加盟して書記長に就任、1930年（昭和5年）3月に東京帝国大学農学部農業経済学科を卒業。
1931年（昭和6年）6月に日本プロレタリア作家同盟農民文学研究会に入会、日本プロレタリア作家同盟東京支部書記長に就任、日本プロレタリア作家同盟常任中央委員に就任、8月にプロレタリア科学研究所に入所して芸術学研究委員会に入会。
1932年（昭和7年）5月に日本プロレタリア文化連盟中央協議会機関誌部部長に就任、日本プロレタリア文化連盟書記局委員に就任、平野謙と知己になる。
1933年（昭和8年）初め頃から、平野謙に日本プロレタリア文化連盟の理論機関誌『プロレタリア文化』の編集を手伝ってもらい、平野謙に書記局の仕事を手伝ってもらい、平野謙に須山計一や川内唯彦たちと定期的な連絡を取ってもらう。
また、プロレタリア文学小説家の小林多喜二の小説「党生活者」が総合雑誌『中央公論』に発表される時に、伏字を起こした無修正の校正刷りの保管者の一人となる。
1933年（昭和8年）5月に日本共産党に入党、12月に宮本顕治と時を同じくして警察に検挙され、1934年（昭和9年）8月に投獄されると、獄中で転向手記を執筆、1935年（昭和10年）2月に脱稿、1936年（昭和11年）2月に出獄、離婚。
1939年（昭和14年）春に満州に渡り、新京の満州糧穀株式会社に入社、日満農政研究会に出向して事務局長に就任、満州米作の実態を調査研究、開拓農民を指導、再婚、1943年（昭和18年）に肺結核を発病、1944年（昭和19年）11月に死去。
1968年（昭和43年）に池田寿夫の獄中手記『文化特に文學運動の再認識』が平野謙によって『全集・現代文学の発見』第3巻（學藝書林）に収録された。
その後、1971年（昭和46年）に『日本プロレタリア文学運動の再認識』という題名で幾つかのエッセイを追加して三一書房から出版された。
2009年（平成21年）に池田寿夫の蔵書約700冊が小林多喜二の故郷の北海道小樽市の小樽文学館（館長：亀井秀雄〈当時〉）に長野県長野市の池田寿夫の遺族によって寄贈された。

## 著作物

### 主な評論
- 「プロレタリアレアリズム擁護のために」『大學左派』1928年8月。
- 「林房雄論」『大學左派』1928年8月。
- 「近代文學に於けるレアリズムの發見過程」『大學左派』1928年9月。
- 「サツコ・ヴアンセツチ事件」『戰旗』1929年8月。
- 「新勞農黨結黨大會傍聽記」『戰旗』1929年12月。
- 「文學的モンターヂュの確立へ」『ナツプ』1930年11月。
- 「農民とプロレタリア文學」『ナツプ』1931年2月。
- 「農民文學の新しき轉向」『ナツプ』1931年3月。
- 「農民文學緊急の諸問題」『プロレタリア文學』1932年3月。
- 「過去の反戰文學の批判と今後の方向」『プロレタリア文學』1932年4月。
- 「プロレタリアレアリズムの理論的發展の批判的考察」『マルクス・レーニン主義藝術學研究 第一輯』1932年8月。
- 「プロレタリア文學の發展段階」『マルクス・レーニン主義藝術學研究 第二輯』1932年11月。
- 「藝術ならびに藝術理論の黨派性」『プロレタリア文化』1933年3月。
- 「科學同盟の組織問題批判」『プロレタリア文化』1933年4月。
- 「理論家としての同志小林多喜二」『藝術學研究 第三輯』1933年7月。
- 「肉體の倫理」『批評』1936年7月。
- 「生活の倫理」『批評』1936年9月。
- 「知性の倫理」『批評』1936年10月。
- 「批評の倫理」『批評』1936年11月。
- 「歴史文學の問題」『批評』1937年2月。

### 著書
- 『新京郵信』肇書房、1942年。
- 『滿洲國農業政策』東海堂、1943年。
- 『滿洲水稻作の硏究』河出書房、1945年。

#### 手記
- 『日本プロレタリア文学運動の再認識』平野謙[解説]、學藝書林刊『全集・現代文学の発見』1968年に収録、単行本は三一書房〈三一選書〉、1971年。